# Édouard Fabre (Leichtathlet)
Édouard „Ed“ Fabre (* 21. August 1885 in Sainte-Geneviève-de-Batiscan, Québec, Kanada; † 1. Juli 1939 in Montreal, Québec, Kanada) war ein kanadischer Leichtathlet, der zu den weltbesten Langstreckenläufern und Marathonläufern am Beginn des 20. Jahrhunderts zählte. Fabres größte sportliche Erfolge waren die Teilnahme an Olympischen Sommerspielen 1912 in Stockholm und der Gewinn des Boston-Marathons 1915. In Kanada ist Fabre bis in die heutige Zeit eine Sportlerlegende, denn kaum ein anderer kanadischer Sportler kann mehr Erfolge aufweisen. Seine Sammlung von Sieger- und Ehrenpreisen bei Läufen von 2 bis 200 Meilen umfasst 164 Pokale und 151 Medaillen.

## Leben
Mit 8 Jahren kam Édouard Fabre durch den Verlust seiner Eltern als Waise in ein Waisenhaus, von wo er schon bald weglief. Er gelangte nach Kahnawake in das dortige Mohawk-Indianerreservat, wo man ihn aufnahm und aufzog. Fabre erlernte schnell die unter den dort ansässigen Indianern verbreitete Eigenschaft, mühelos in großer Höhe auf schmalen Balken und Trägern zu balancieren. So fand er, wie viele Indianer auch, Arbeit beim Bau von Brücken und Hochhäusern.
Das Leben im Indianerreservat begünstigte Fabres Leidenschaft für das Laufen. 1904 beteiligte er sich erstmals an einem Laufwettbewerb, den er auch sogleich gewann. Die in verschiedenen Veröffentlichungen aufgestellte Behauptung, Fabre habe sich auf eigene Kosten an den Olympischen Zwischenspielen 1906 in Athen und an den Olympischen Sommerspielen 1908 in London beteiligt, ist unbewiesen. In keiner hierzu verfügbaren Quelle taucht Fabre als Teilnehmer auf.
Erst 1911 rückte Fabre erstmals ins Licht der Öffentlichkeit, als er beim Boston-Marathon hinter dem Sieger Clarence DeMar und einem weiteren Läufer den dritten Platz erreichte. Einen bedeutsamen Erfolg errang Fabre noch im selben Jahr beim Round the Mountain Race über 10 Meilen in Montreal, den er als erster Franko-Kanadier gewinnen konnte. Fortan war er im Land ein angesehener Läufer und erhielt die Teilnahmeberechtigung für die Olympischen Sommerspiele 1912 in Stockholm. Der dortige Marathonlauf war geprägt von sehr hohen Temperaturen, die schließlich sogar einem Läufer, Francisco Lázaro, das Leben kosten sollten. Für Fabre verlief der Lauf weniger dramatisch aber enttäuschend, musste er sich doch mit dem 11. Platz zufriedengeben.
1914 beteiligte sich Fabre, inzwischen Mitglied des Richmond Athletic Club of Montreal, zum vierten Mal in Folge am Boston-Marathon. Der Lauf entwickelte sich zu einem Krimi mit Fabres Landsmann James Duffy. Erst auf dem letzten Kilometer lief Duffy einen kleinen Vorsprung heraus, der den Sieg mit 15 Sekunden Vorsprung bedeute, was bis in die heutige Zeit einer der geringsten Abstände eines Siegers zum Zweitplatzierten ist. Beide Kontrahenten trafen sich einige Wochen später bei einem von Duffy organisierten Lauf über 5 Meilen auf einer 800 Meter langen Pferderennbahn in Kingston wieder. Diesmal gewann Fabre mit knapp 300 Meter Vorsprung.
Die fünfte Teilnahme in Folge am Boston-Marathon brachte Fabre 1915 endlich den Sieg. Bei Temperaturen von annähernd 30 °C hielt er sich während des gesamten Laufs zurück und lag zwei Meilen vor dem Ziel nur auf dem 7. Platz und 800 Meter hinter dem Führenden. Während seine Konkurrenten vor ihm immer langsamer wurden, teilweise sogar gehen mussten, begann Fabre einen unglaublichen Endspurt und übernahm erst kurz vor dem Ziel die Führung. Der Erfolg verschaffte Fabre eine Einladung zum Panama Exposition Marathon im August 1915 in San Francisco. Mit einem weiteren Sieg über Läufer, die er bereits Monate zuvor in Boston geschlagen hatte, bewies Fabre, dass er zweifellos zu den besten Marathonläufern seiner Zeit gehörte.
Fabre beteiligte sich zwischen 1911 und 1928 mehrfach am Boston-Marathon und konnte sich siebenmal unter den besten 10 Läufern platzieren. Danach begann er eine Karriere als Profiläufer und beteiligte sich an den merkwürdigsten Wettkämpfen. So gewann er einen Lauf über 24 Stunden gegen ein Pferd, der beweisen sollte, dass ein Mensch ein größeres Ausdauervermögen habe. 1930 siegte er bei einem Wettkampf im Schneeschuhwandern von Québec nach Montreal über 190 Meilen (304 km), ein in Etappen auf 6 Tage verteilter Wettbewerb, für den Fabre insgesamt 34:18:45 Stunden benötigte. Anschließend reiste er mit einem über diesen Wettkampf gedrehten Film durch die Lande.
1937 erlitt Fabre einen Schlaganfall, der eine Lähmung seiner linken Körperhälfte verursachte und ihm jeglichen Sport unmöglich machte. Nach einem zweiten Schlaganfall 1939 verstarb Fabre im Alter von 53 Jahren.
Im Jahr 1964 wurde Édouard Fabre in die Canada Sports Hall of Fame aufgenommen. Eine kleine Grünanlage in Montreal wurde in Erinnerung an ihn Parc Édouard Fabre genannt.